# Општина Салва (Бистрица-Насауд)
Салва (рум. Salva) општина је у Румунији у округу Бистрица-Насауд.
Oпштина се налази на надморској висини од 307 m.